# Scoloplos
Scoloplos is een geslacht van borstelwormen uit de familie van de Orbiniidae.

## Soorten
- Scoloplos acmeceps Chamberlin, 1919
- Scoloplos armiger (Müller, 1776)
- Scoloplos bathytatus Blake, 2017
- Scoloplos californiensis Blake, 2020
- Scoloplos capensis (Day, 1961)
- Scoloplos chrysochaeta Wu, 1962
- Scoloplos cryptospinigerus Dean & Blake, 2015
- Scoloplos dayi Hartmann-Schröder, 1980
- Scoloplos depoorteri Jeldes & Lefevre, 1959
- Scoloplos haasi (Monro, 1937)
- Scoloplos intermedius (Hartman, 1965)
- Scoloplos juanfernandezensis Rozbaczylo, Díaz-Díaz & Cataldo, 2017
- Scoloplos maranhensis Oliveira, Cutrim, Vieira, Ferreira, Almeida & Nogueira Júnior, 2019
- Scoloplos normalis (Day, 1977)
- Scoloplos novaehollandiae (Kinberg, 1866)
- Scoloplos pseudosimplex Eibye-Jacobsen, 2002
- Scoloplos robustus Rullier, 1964
- Scoloplos sagarensis Misra, 1999
- Scoloplos similis Mackie, 1987
- Scoloplos simplex (Hutchings, 1974)
- Scoloplos sparsaciculus Blake, 2020
- Scoloplos suroestense Blake, 2017
- Scoloplos tumidus Mackie, 1991
- Scoloplos typicus (Eisig, 1914)
- Scoloplos uschakovi Wu, 1962

### Synoniemen
- Scoloplos (Scoloplos) Blainville, 1828 => Scoloplos Blainville, 1828
- Scoloplos (Scoloplos) ehlersi Blake, 1985
- Scoloplos (Scoloplos) marsupialis (Southern, 1921)
- Scoloplos (Scoloplos) spinigerus Gallardo, 1968
- Scoloplos (Scoloplos) acmeceps Chamberlin, 1919 => Scoloplos acmeceps Chamberlin, 1919
- Scoloplos (Scoloplos) acutissimus Hartmann-Schröder, 1991 => Leodamas acutissimus (Hartmann-Schröder, 1991)
- Scoloplos (Scoloplos) armiger (Müller, 1776) => Scoloplos armiger (Müller, 1776)
- Scoloplos (Scoloplos) capensis (Day, 1961) => Scoloplos capensis (Day, 1961)
- Scoloplos (Scoloplos) dayi Hartmann-Schröder, 1980 => Scoloplos dayi Hartmann-Schröder, 1980
- Scoloplos (Scoloplos) dayi Pettibone, 1957 => Scolaricia dubia (Day, 1955)
- Scoloplos (Scoloplos) difficilis Day, 1977 => Scoloplos simplex (Hutchings, 1974)
- Scoloplos (Scoloplos) pugettensis Pettibone, 1957 => Leitoscoloplos pugettensis (Pettibone, 1957)
- Scoloplos (Scoloplos) riseri Pettibone, 1957 => Orbinia riseri (Pettibone, 1957)
- Scoloplos (Scoloplos) schmitti Pettibone, 1957 => Califia schmitti (Pettibone, 1957)
- Scoloplos (Scoloplos) simplex (Hutchings, 1974) => Scoloplos simplex (Hutchings, 1974)
- Scoloplos (Scoloplos) texana Maciolek & Holland, 1978 => Leodamas texana (Maciolek & Holland, 1978)
- Scoloplos marsupialis Southern, 1921 => Scoloplos (Scoloplos) marsupialis (Southern, 1921)
- Scoloplos rubra (Webster, 1879) => Scoloplos (Leodamas) rubra (Webster, 1879) => Leodamas rubrus (Webster, 1879)
- Scoloplos (Leodamas) (Kinberg, 1866) => Leodamas Kinberg, 1866
- Scoloplos (Leodamas) chevalieri (Fauvel, 1902) => Leodamas chevalieri (Fauvel, 1902)
- Scoloplos (Leodamas) cirratus (Ehlers, 1897) => Leodamas cirratus (Ehlers, 1897)
- Scoloplos (Leodamas) dendrobranchus Hartman, 1957 => Leodamas cylindrifer (Ehlers, 1904)
- Scoloplos (Leodamas) dendrocirris Day, 1977 => Leodamas dendrocirris (Day, 1977)
- Scoloplos (Leodamas) fimbriatus Hartman, 1957 => Leodamas fimbriatus (Hartman, 1957)
- Scoloplos (Leodamas) gracilis Pillai, 1961 => Leodamas gracilis (Pillai, 1961)
- Scoloplos (Leodamas) johnstonei Day, 1934 => Leodamas johnstonei (Day, 1934)
- Scoloplos (Leodamas) latum (Chamberlin, 1919) => Leodamas latum (Chamberlin, 1919)
- Scoloplos (Leodamas) madagascariensis Fauvel, 1919 => Leodamas madagascariensis (Fauvel, 1919)
- Scoloplos (Leodamas) marginatus (Ehlers, 1897) => Leodamas marginatus (Ehlers, 1897)
- Scoloplos (Leodamas) mazatlanensis Fauchald, 1972 => Leodamas mazatlanensis (Fauchald, 1972)
- Scoloplos (Leodamas) naumovi Averincev, 1982 => Leodamas marginatus (Ehlers, 1897)
- Scoloplos (Leodamas) ohlini (Ehlers, 1901) => Leodamas cirratus (Ehlers, 1897)
- Scoloplos (Leodamas) robustus (Kinberg, 1866) => Leodamas robustus (Kinberg, 1866)
- Scoloplos (Leodamas) rubra (Webster, 1879) => Leodamas rubrus (Webster, 1879)
- Scoloplos (Leodamas) thalassae Amoureux, 1982 => Leodamas thalassae (Amoureux, 1982)
- Scoloplos (Leodamas) tribulosus (Ehlers, 1897) => Leodamas tribulosus (Ehlers, 1897)
- Scoloplos (Leodamas) uniramus Day, 1961 => Leodamas johnstonei (Day, 1934)
- Scoloplos (Leodamas) verax (Kinberg, 1866) => Leodamas verax Kinberg, 1866
- Scoloplos (Naidonereis) => Naineris Blainville, 1828
- Scoloplos (Naidonereis) dubius Augener, 1914 => Paraonis dubius (Augener, 1914)
- Scoloplos acutissimus Hartmann-Schröder, 1991 => Leodamas acutissimus (Hartmann-Schröder, 1991)
- Scoloplos acutus (Verrill, 1873) => Leitoscoloplos acutus (Verrill, 1873)
- Scoloplos agrestis Nonato & Luna, 1970 => Leodamas agrestis (Nonato & Luna, 1970)
- Scoloplos brevithorax Eibye-Jacobsen, 2002 => Leodamas brevithorax (Eibye-Jacobsen, 2002)
- Scoloplos bustorus Eisig, 1914 => Leitoscoloplos robustus (Verrill, 1873)
- Scoloplos canadensis McIntosh, 1901 => Scoloplos armiger (Müller, 1776)
- Scoloplos chevalieri (Fauvel, 1901) => Leodamas chevalieri (Fauvel, 1902)
- Scoloplos cirrata (Treadwell, 1901) => Leodamas treadwelli (Eisig, 1914)
- Scoloplos cylindrifer Ehlers, 1904 => Leodamas cylindrifer (Ehlers, 1904)
- Scoloplos dubia Tebble, 1955 => Leodamas dubius (Tebble, 1955)
- Scoloplos elongata Johnson, 1901 => Leitoscoloplos pugettensis (Pettibone, 1957)
- Scoloplos elongatus Quatrefages, 1866 => Scoloplos armiger (Müller, 1776)
- Scoloplos fragilis (Verrill, 1873) => Leitoscoloplos fragilis (Verrill, 1873)
- Scoloplos grubei Gravier, 1908 => Naineris grubei (Gravier, 1908)
- Scoloplos jeffreysii McIntosh, 1905 => Scoloplos armiger (Müller, 1776)
- Scoloplos johnstonei Day, 1934 => Leodamas johnstonei (Day, 1934)
- Scoloplos kerguelensis McIntosh, 1885 => Leitoscoloplos kerguelensis (McIntosh, 1885)
- Scoloplos madagascarensis Fauvel, 1919 => Leodamas madagascariensis (Fauvel, 1919)
- Scoloplos madagascariensis Fauvel, 1919 => Leodamas madagascariensis (Fauvel, 1919)
- Scoloplos marginatus (Ehlers, 1897) => Leodamas marginatus (Ehlers, 1897)
- Scoloplos mawsoni Benham, 1921 => Leitoscoloplos mawsoni (Benham, 1921)
- Scoloplos minor Örsted, 1842 => Naineris quadricuspida (Fabricius, 1780)
- Scoloplos robustus (Verrill, 1873) => Leitoscoloplos robustus (Verrill, 1873)
- Scoloplos rufa Treadwell, 1941 => Leitoscoloplos robustus (Verrill, 1873)
- Scoloplos texana Maciolek & Holland, 1978 => Leodamas texana (Maciolek & Holland, 1978)
- Scoloplos thalassae Amoureux, 1982 => Leodamas thalassae (Amoureux, 1982)
- Scoloplos treadwelli Eisig, 1914 => Leodamas treadwelli (Eisig, 1914)